# Lasse aus Dalarna
Lasse aus Dalarna (Originaltitel: Mina  svenska kusiner) ist der Titel eines Buches der schwedischen Schriftstellerin Astrid Lindgren, mit den Fotos von Anna Riwkin-Brick. 1959 erschien das Buch bei Rabén & Sjögren. Noch im selben Jahr brachte der Oetinger Verlag das Buch auch in Deutschland heraus.

## Inhalt
Lasse lebt in Dalarna. Dalarna ist ein Teil von Schweden, aber Lasse glaubt, dass Dalarna ganz Schweden ist. Durch seine vielen Cousins und Cousinen erfährt er jedoch, dass Schweden viel größer ist, als er meint. Lasses Großmutter bekommt viel Post von ihren Enkeln, die sie Lasse vorliest.
Maria und Anders leben in Skåne. Die beiden berichten ihrer Großmutter von der Schule und Marias Schwierigkeiten stillzusitzen. Nach der Schule fahren die Geschwister gemeinsam mit dem Fahrrad nach Hause. Danach reiten sie auf einem Pferd oder werden beim Traktorfahren mitgenommen.
Sigrid wohnt in einem Fischerdorf an der Westküste am Meer. Sie schreibt ihrer Großmutter von ihrem Schulausflug nach Göteborg. Auf diesem sah sie ein Schiff, das größer war, als ein Haus. In ihrem eigenen Dorf sind die Boote jedoch klein und werden oft zum Fischen und Segeln benutzt. Zudem schreibt sie, dass sie immer mit einem Boot zur Schule fährt, da diese auf einer Insel liegt. Auf dem Rückweg könne sie die Hausaufgaben im Boot machen.
Johan und Eva leben in Schwedens Hauptstadt Stockholm. Johan schreibt der Großmutter, dass es der Katze Pio, die ihre Großmutter Eva geschenkt hat, gut geht. Er berichtet außerdem davon, wie seine Schwester Eva der Katze Pio die Stadt zeigt. Johan glaubt allerdings, dass Pio als Landkatze nicht am Stadtleben interessiert ist und lieber zurück aufs Land möchte. Ansonsten ginge es Pio aber gut.
Gunnar lebt in einem Bergdorf in Norrland. Dort gibt es Berge, Wälder, Seen und im Winter viel Schnee. Er berichtet, wie er im Winter Ski fährt.
Im Frühling besuchen Lasses Cousins die Großmutter. Die Kinder spielen und unternehmen eine Menge zusammen. Als seine Cousins wieder fortgehen ist Lasse traurig. Doch seine Großmutter kann ihn trösten, denn seine Cousins kommen schon in 360 Tagen wieder zu Besuch.

## Hintergrund
Lasse aus Dalarna ist das vierte von insgesamt 15 Büchern aus der Reihe Kinder unserer Erde. Es wurde 1959 bei Rabén & Sjögren, unter dem Titel Mina svenska kusiner veröffentlicht.
Das Buch sollte den Kindern eine Übersicht über das Leben in verschiedenen Regionen in Schweden verschaffen. Während der Junge in der deutschen Fassung Lasse heißt, heißt er im schwedischen Original, sowie in der englischsprachigen Übersetzung, Björn.
Außerdem wurde das Buch in viele verschiedene Sprachen übersetzt, darunter Englisch, Deutsch und Hebräisch. In Israel war die Serie Kinder unserer Erde, zu der auch Lasse aus Dalarna gehört, ein großer Erfolg. Letzterer basierte auch auf den Übersetzungen der Dichterin Leah Goldberg.
Lasse und seine Großmutter tragen typische Kleidung aus der Provinz Dalarna.

## Ausgaben
- Mina svenska kusiner, Rabén & Sjögren, 1959, schwedische Ausgabe
- Dirk lives in Holland, The Macmillan Company, 1959, US-amerikanische Ausgabe
- Lasse aus Dalarna, Oetinger Verlag, 1959, deutsche Ausgabe, ins Deutsche übersetzt von Margot Franke